# Осада базы «Глория»
"Осада базы «Глория» (англ. The Siege of Firebase Gloria) — кинофильм режиссёра Брайана Тренчарда-Смита, снятый в 1989 году. Главные роли в нём сыграли Уингз Хаузер и Ли Эрми.

## Сюжет
Во время вьетнамской войны, в ходе выполнения боевого задания группа морских пехотинцев попадает на базу огневой поддержки «Глория». Её гарнизон полностью деморализован. Однако морпехи довольно быстро пресекают разлагавшуюся дисциплину и берут ситуацию в свои руки. В это время начинается знаменитое Тетское наступление. Остаток фильма они обороняют базу против многократно превосходящих сил вьетконговцев.

## В ролях
- Уингз Хаузер — капрал Джозеф «Нард» ДиНардо
- Ли Эрми — сержант-майор Билл Хафнер / рассказчик
- Альберт Попвелл — первый сержант Джонс
- Марджи Джерард — капитан Кэти Флэнаган
- Марк Нили — рядовой Мёрфи
- Гари Хершбергер — капитан Эй Джей Моран (пилот вертолёта)
- Ник Николсон — военный фотограф